# Ich Chef, du nix
Ich Chef, du nix ist ein deutscher Fernsehfilm von Regisseurin Yasemin Şamdereli aus dem Jahr 2007. Die Hauptrollen in der Komödie spielen die als Comedy-Duo Erkan und Stefan bekannt gewordenen John Friedmann und Florian Simbeck.

## Handlung
Das junge türkische Pärchen Mehmet Yilmaz und Leyla Aydin wird von ihren Familien beim Ausflug zum See wie auch beim Picknick begleitet, um sicherzustellen, dass sich Mehmet und Leyla nicht zu nahe kommen, solange sie nicht verheiratet sind. Daraufhin entschließt sich Mehmet, seiner Freundin einen Heiratsantrag zu machen. Deren Vater besteht jedoch darauf, dass Mehmet zunächst einen Job findet, um seine Tochter versorgen zu können.
Zunächst sieht es nicht gut für Mehmet aus, denn er verliert seine Jobs reihenweise. Zuletzt setzt ihn der Bruder seines zukünftigen Schwiegervaters, der ein türkisches Restaurant betreibt, vor die Tür, da Mehmet in seiner aufdringlichen Art zwei deutsche Geschäftsleute eher bedrängt, als bedient hat. Bei seinem nächsten Job als Fensterputzer trifft Mehmet erneut auf Johann Gerold, den Geschäftsmann aus dem Restaurant. Dieser spricht Mehmet an und bietet ihm einen Arbeitsplatz an.
Am nächsten Morgen wird Mehmet von dessen Chauffeur Fred in seinem neuen Dienstwagen abgeholt und zur Arbeit gebracht. Im Firmensitz des Unternehmens MHG – Münchener Haushaltsgeräte trifft er Johann Gerold, der ihn mit seiner neuen Sekretärin Frau Mayer bekannt macht. Zudem geleitet er ihn in sein großräumiges Büro und instruiert Mehmet, sich bei Fragen ausschließlich direkt an ihn zu wenden. Nach einiger Zeit wird Mehmet misstrauisch, warum er 50.000 Euro Monatsgehalt erhält, ohne irgendwelche Arbeiten dafür verrichten zu müssen. Gerold behauptet Mehmet gegenüber, er sei ein Repräsentant des Unternehmens, um junge Kunden und Familien anzusprechen. Insgeheim hat Gerold jedoch Verkaufsoptionen abgeschlossen und erhofft sich durch Mehmet als neuen Chef, das Unternehmen schneller in die Insolvenz zu führen.
Mehmet beginnt seinen neuen Job zu genießen, als es ihm bei der ersten Pressekonferenz überraschend gelingt, die Presse für sich zu gewinnen. Die Aktie des Unternehmens kann daraufhin sogar kurzfristig Kursgewinne realisieren. Er lädt seine Freunde in sein Büro ein und feiert dort eine Party. Seine Freundin ist mit der Veränderung, die Mehmet durchmacht, jedoch keinesfalls glücklich. Der plötzliche Reichtum, den er früher nicht genießen konnte, steigt ihm zu Kopf und führt dazu, dass er seine Mitbürger von oben herab behandelt. Daraufhin distanziert sich Leyla von ihm.
Als Mehmet erfährt, dass sich unter den Dokumenten, die er in den vergangenen Tagen unterzeichnet hat, auch die Kündigungen von 300 Mitarbeitern befanden, schaltet sich sein Gewissen wieder ein. Er zerreißt einen Scheck über eine Million Euro, den ihm Gerold auf dem Golfplatz zugesteckt hat, um seine Loyalität zu erkaufen, damit Mehmet bis zur Insolvenz des Unternehmens weiterhin den Chef mimt und Gerolds Pläne nicht durchkreuzt. Stattdessen setzt Mehmet nun alles daran, die drohende Insolvenz noch abzuwenden. Allerdings hat er dazu nur noch das Wochenende über Zeit, denn bereits am kommenden Montag steht die Aufsichtsratssitzung an, auf der das Insolvenzverfahren des Unternehmens eingeleitet werden soll.
Mehmet kontaktiert den chinesischen Geschäftsmann Cheng, der erst wenige Tage zuvor in seinem Büro vorstellig war, um die Patente für neuartige Waschmaschinen zu erwerben, die fehlendes Waschpulver selbständig über das Internet nachbestellen können. Anstatt die neuartigen Geräte nach China zu verkaufen, führt Mehmet dem Asiaten die Waschmaschine seiner Mutter vor. Cheng ist von dem wartungsarmen Gerät begeistert und bestellt 1.000 Waschmaschinen, die er am Hamburger Hafen in Empfang nehmen will. Nun steht Mehmet vor dem Problem, dass er am Wochenende keine Spedition mehr mit dem Transport beauftragen kann, der sein Unternehmen sanieren soll. Daher bittet er seinen Vater, der bei der Deutschen Bahn arbeitet, seine Kontakte spielen zu lassen, um für den Transport einen Güterzug zu organisieren. Dies gelingt ihm tatsächlich, allerdings müssen die Waschmaschinen vom Firmengelände zum Bahnhof gebracht werden. Hierzu macht Mehmet seine Freunde, Verwandte und Bekannte mobil, mit deren Hilfe der Transport schließlich gelingt und das Unternehmen gerettet ist.
Von der Zeitschrift Wirtschaftswochenende wird Mehmet mit dem Titel Manager des Jahres ausgezeichnet. Nach diesem Erfolg räumt er seinen Posten.
Einer Hochzeit zwischen Leyla und dem inzwischen erfolgreichen Geschäftsmann Mehmet steht nun nichts mehr im Wege.

## Hintergrund
Der Film wurde in München gedreht. Die Dreharbeiten fanden von 18. Oktober bis 21. November 2005 statt. Der von der Pro7Sat.1 Media AG gedrehte Fernsehfilm wurde am 20. November 2007 erstmals im Free-TV von ProSieben gezeigt. Zunächst war der 28. Februar 2006 als Sendetermin bei Sat.1 vorgesehen.
Die neue deutsche Filmgesellschaft produzierte den Film zusammen mit Headnut Industries, der Firma von John Friedmann und Florian Simbeck. Friedmann ist im Film an einer Bushaltestelle zu sehen, an der als Hommage an die eigene Fernsehserie headnut.tv ein Werbeplakat mit der Aufschrift „Impotenz – Haben Sie ein Problem? Rufen Sie uns an! Headnut Tel.“ zu sehen ist.
Das US-amerikanische Model Stephanie Simbeck ist in einem Cameo-Auftritt als Journalistin in Ich Chef, du nix an der Seite ihres Ehemanns Florian Simbeck zu sehen. In einer anderen Szene sind die beiden Hauptdarsteller John Friedmann und Florian Simbeck in einem Cameo-Auftritt als Erkan & Stefan zu sehen.
Der Filmtitel Ich Chef, du nix ist zugleich der letzte Satz des Films, der von Arzu Bazman an John Friedmann gerichtet wird.

## Ausstrahlung
Die deutsche Free-TV Premiere erfolgte am 20. November 2007 auf ProSieben. Der Film erreichte in der werberelevanten Zielgruppe 8,8 Prozent Marktanteil durch 1,19 Millionen Zuschauer.

## Kritik
Die Redaktion von TV Spielfilm urteilt, der Film sei „nicht gerade tiefgründig, aber auch nicht so hirnlos, wie der Titel vermuten lässt.“ Der Film zeige „Das Komiker-Duo mal weniger prollig.“